# Nayan Chanda
Nayan Chanda es un periodista indio especializado en economía en Asia, especialmente el Lejano Oriente. Como corresponsal y editor de Far Eastern Economic Review, tuvo el privilegio de seguir los acontecimientos históricos que llevaron a Vietnam del Norte a unificar a Vietnam en abril de 1975. Nayan Chanda fue de los pocos periodistas que permaneció en Ciudad Ho Chi Minh y fue testigo de la consolidación del país bajo el régimen comunista. De la misma manera tuvo amplio acceso a los acontecimientos que se sucedieron en Camboya bajo el régimen de los Jemeres Rojos y su Kampuchea Democrática hasta su caída en 1979 cuando Vietnam lidera una masiva invasión.

## Biografía
Chanda nació en 1946 en India. Su padre era profesor e influyó en el hijo el amor por la historia. Se graduó entonces en Historia en el prestigioso Presidency College de Calcuta. Se mantuvo como el primero de la clase durante su postgrado en Historia en la Universidad de Jadavpur. Entre 1971 y 1974 continua sus estudios de Relaciones Internacionales en la Sorbona. En 1974 trabajaba en la tesis en esa misma universidad en París sobre asuntos interiores de Camboya y la política exterior de Norodom Sihanouk, cuando le ofrecieron trabajar como corresponsal de la Far Eastern Economic Review (Crítica Económica del Lejano Oriente) con sede en Saigón.

## En Vietnam
Como aficionado a la historia, Chanda siente curiosidad hacia los eventos de la Guerra de Vietnam y ello lo lleva a tomar la decisión de ser periodista. Fue en abril de 1975, después de que la mayoría de los periodistas extranjeros dejan Vietnam, Chanda toma la decisión de permanecer en la ciudad y ser testigo de lo que vendría después de la caída de Saigón. Desde allí ejerció la corresponsalía para Far Eastern Economic Review entonces establecido en Hong Kong.

## Corresponsal
Se convierte así en uno de los más cotizados corresponsales del Lejano oriente. En 1980 es nombrado corresponsal diplomático, entre 1984 y 1989 es el corresponsal para Washington de la misma publicación. En Washington llega a ser también miembro de la Dotación Carnegie para la Paz Internacional (Carnegie Endowment for International Peace) entre 1989 y 1990. En 1990 se encuentra en el semanario Asian Wall Street Journal como primer editor y después del Far Eastern Review. Es además un colaborador frecuente del International Herald Tribune y miembro del comité de consulta del Centro de Estudios Políticos de Asia Noreste en el Instituto Brookings. En 2005 se hizo acreedor del Premio Shorenstein de Periodismo.

## Escritor
Nayan Chanda es autor y coautor de numerosas obras, todas sobre política, seguridady asuntos de política exterior del Lejano Oriente. Pero el autor es más reconocido por su obra Brother Enemy: The War after the War (Camarada Enemigo: La guerra después de la guerra).

## En la Universidad de Yale
Actualmente Chanda es director del Centro Yale para los estudios de Globalización y es editor de la página Internet Yale Global dedicada al tema de la globalización.